# Krupskoi (Staronijesteblíevskaia)
|  | Per a altres significats, vegeu «Krupskoi». |

Krupskoi - Крупской (rus) - és un khútor del krai de Krasnodar, a Rússia. Es troba al delta del riu Kuban, a la vora de l'Anguélinski. És a 20 km al nord-est de Poltàvskaia i a 68 al nord-oest de Krasnodar.
Pertany a l'stanitsa de Staronijesteblíevskaia.